# Annika Bruna
Pour les articles homonymes, voir Bruna.
Annika (ou Annick) Bruna, née le 26 novembre 1956 à Versailles (Yvelines), est une femme politique française.

## Biographie
Née le 26 novembre 1956 à Versailles, elle est la sœur de Micheline Bruna.
Elle est conseillère régionale d’Île-de-France de 1998 à 2010.
Membre du Rassemblement national et assistante parlementaire de Jean-Marie Le Pen, elle est élue députée européenne en 2019.